# ان‌جی‌سی ۴
ان‌جی‌سی ۴(به انگلیسی: NGC 4) یک کهکشان در صورت فلکی ماهی است. در مورد این کهکشان اطلاعات زیادی در دست نیست.